# Allobates granti
Allobates granti е вид земноводно от семейство Aromobatidae. Видът е незастрашен от изчезване.

## Разпространение
Разпространен е във Френска Гвиана.